# Mall Arauco Chillán
Mall Arauco Chillán es un centro comercial ubicado en la ciudad chilena de Chillán, el primero del presente modelo en la ciudad, dependiente de Parque Arauco S.A. y Ameris Capital Administradora de Fondos
El edificio tiene una altura de 50 metros, lo que lo convierte en el tercer edificio más alto de la ciudad de Chillán, siendo superado por los residenciales Altavista y Rucamanqui.

## Historia
Fue inaugurado el 4 de septiembre de 1996 como Mall Plaza El Roble bajo la administración del Grupo Rabié, lo que desencadenó una fuerte competencia entre las tiendas de carácter nacional, contra las originarias de la ciudad, finalizando con el cierre de varias de estas últimas, como Casa Lama, Casa Huepe, Blanco y Negro y Casa Hojas.
En 2007, a causa de la crisis que atravesaba el grupo, el recinto comercial es vendido a Parque Arauco, el cual tuvo que enfrentar los daños causados por el Terremoto de Chile de 2010, con el que el edificio sufrió daños, que sólo permitieron la apertura del supermercado Santa Isabel, además  fue sometido a una revaluación de apertura.
Para el año 2012 se anunció una ampliación al centro comercial, como parte del aniversario de la empresa matriz Parque Arauco, siendo el resultado, en el año 2014 la apertura al público la segunda torre del recinto, lo cual significó la ampliación de la tienda Falabella, la inclusión de una nueva tienda ancla (Hites), un renovado patio de comidas con diez locales, una inversión de 20 millones de dólares y que su superficie aumentara de 40.700 m² a 62.000 m².
En abril de 2016 se hizo público un vídeo que mostraba la caída de un cielo falso en la Torre I producto de la acumulación de agua precipitada sobre este.
Además, para 2019, el 40% del edificio es vendido a Ameris Capital Administradora de Fondos.
El segundo semestre de 2023 terminará la remodelación de una parte del nivel 1 del recinto, ocupando el espacio del supermercado Santa Isabel, que cerró tras más de 20 años de operación.
El día 10 de septiembre de 2023, producto de las lluvias que afectaron a la zona central del país, el inmueble tuvo fallas estructurales, siendo el colapso de un cielo en el Nivel 3, y la inundación de su Nivel -2 de estacionamientos

## Servicios
Mall Arauco Chillán cuenta con variados servicios, los cuales son:
Tiendas departamentales:
- Falabella
- París
- Hites

Entretención:
- Cinépolis (anteriormente Cine Hoyts)
- Happyland

- 97 tiendas menores